# آي بي إم زد

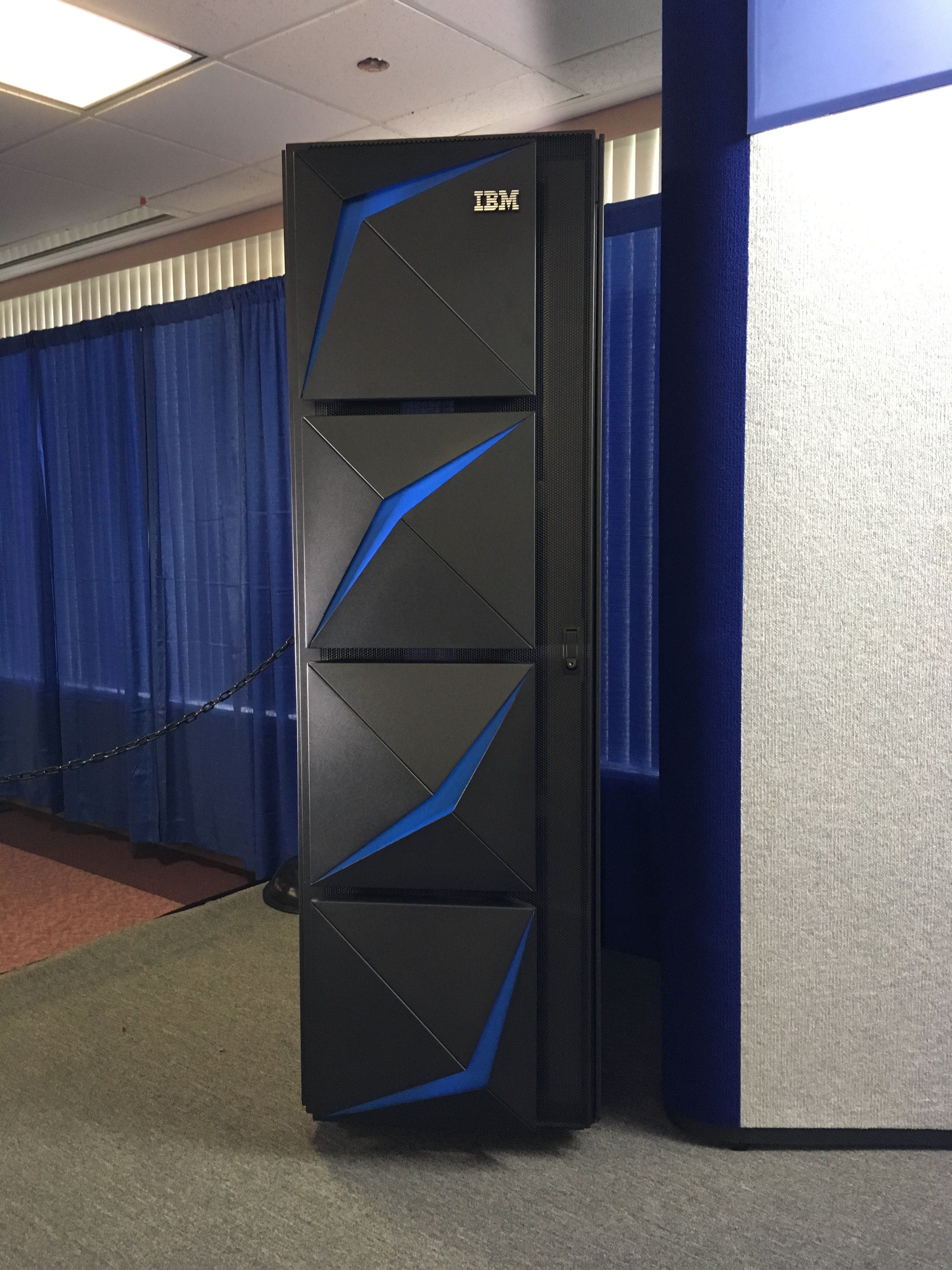
حاسب مركزي IBM z15 أحادي الإطار. يمكن أن تحتوي النماذج ذات السعة الأكبر على ما يصل إلى أربعة إطارات إجمالية. يحتوي هذا النموذج على لمسات زرقاء، مقارنة بنموذج LinuxONE III الذي يحتوي على لمسات برتقالية.

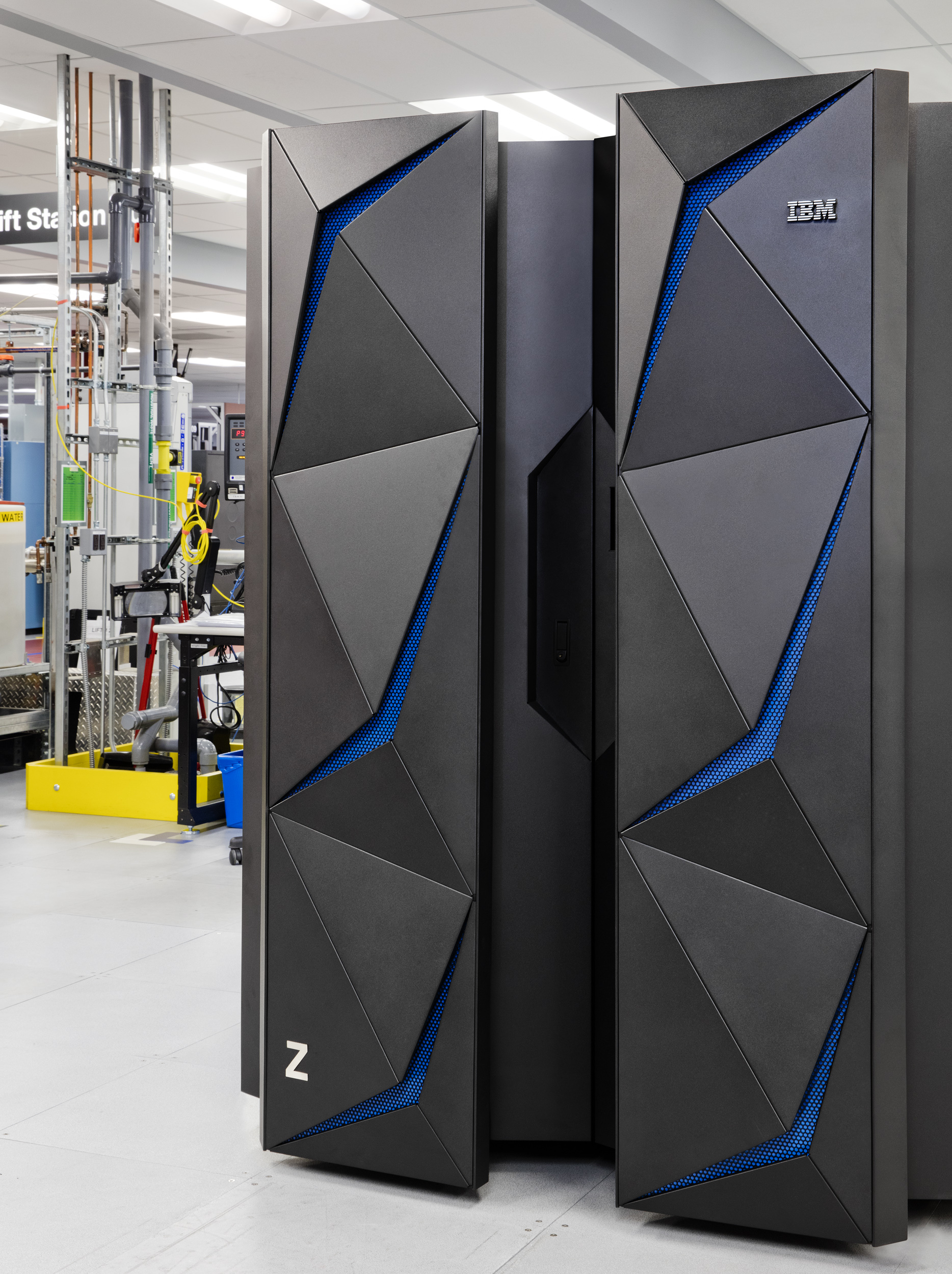
حاسوب IBM z14 الرئيسي. ويتميز عن طراز LinuxONE باللمسات الزرقاء على الأبواب.

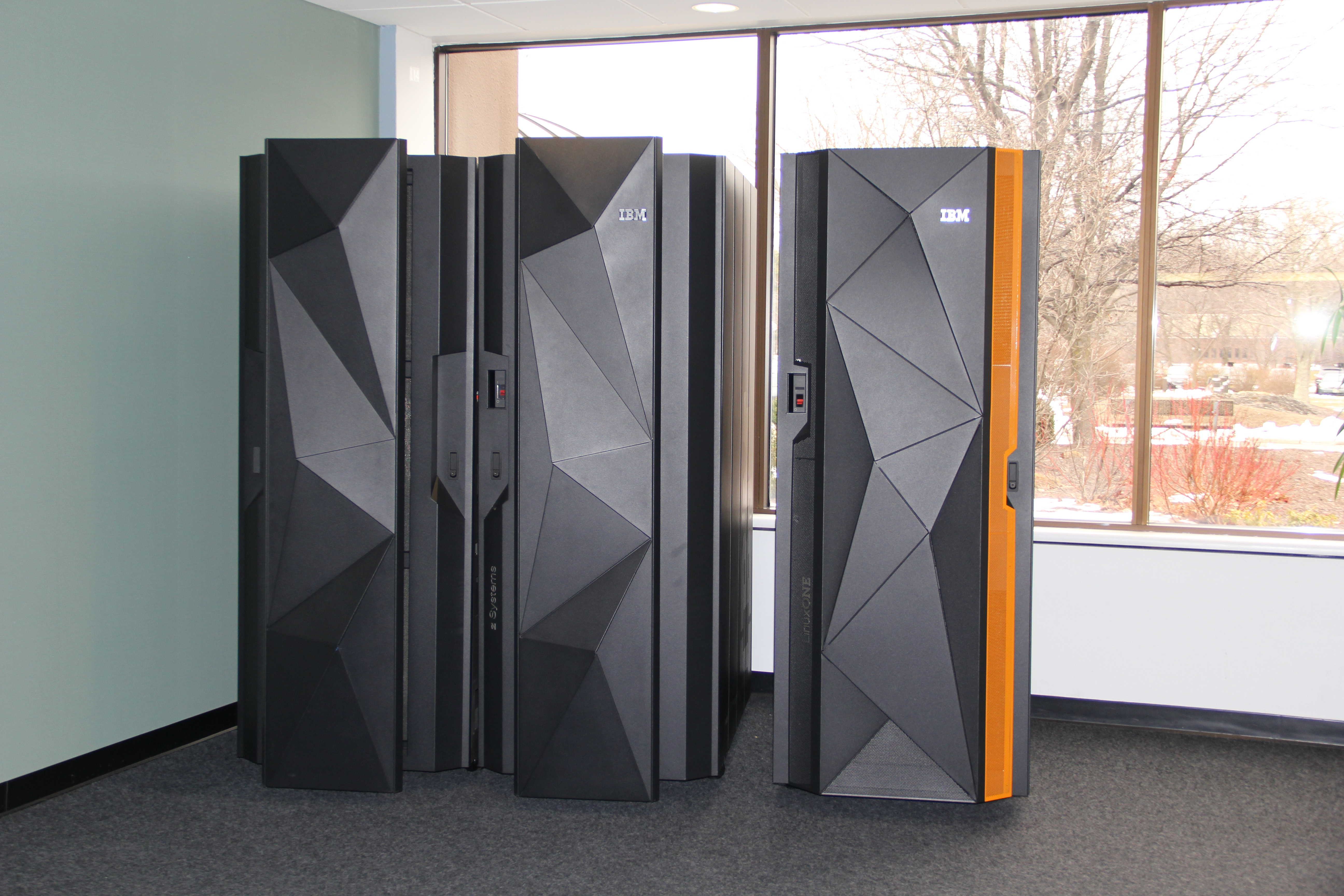
زوج من أجهزة الكمبيوتر المركزية من شركة IBM. على اليسار يوجد IBM z13 (بينما تم تغيير التسمية، كان خط z13 يحمل علامة zSystems على الأبواب). على اليمين يوجد IBM LinuxONE Rockhopper.

'آي بي إم زد (بالإنجليزية: IBM Z)  هو الاسم الذي تستخدمه شركة آي بي إم للإشارة إلى جميع أجهزة الحاسوب المركزي التي تعتمد على معمارية زد/آركيتكتشر (z/Architecture). في يوليو 2017، ومع ظهور جيل جديد من المنتجات، تم تغيير الاسم الرسمي للعائلة من '''آي بي إم زد سيستمز''' (IBM z Systems) إلى '''آي بي إم زد''' (IBM Z). من المتوقع أن تضم عائلة آي بي إم زد قريبًا أحدث طرازاتها، '''آي بي إم زد 17''' (IBM z17)، بالإضافة إلى الطرازات الحالية مثل '''زد 16''' (z16)، و'''زد 15''' (z15)، و'''زد 14''' (z14)، و'''زد 13''' (z13) - والتي تم إصدارها تحت الأسماء السابقة '''آي بي إم زد سيستمز'''/'''آي بي إم سيستم زد''' (IBM z Systems/IBM System z) - ونماذج '''آي بي إم زد إنتربرايز''' (IBM zEnterprise) - والتي يُشار إليها شيوعًا باسمي '''زد إي سي 12''' (zEC12) و'''زد 196''' (z196) - ونماذج '''آي بي إم سيستم زد 10''' (IBM System z10) - والتي يُشار إليها شيوعًا باسم '''زد 10 إي سي''' (z10 EC) - ونماذج '''آي بي إم سيستم زد 9''' (IBM System z9) - والتي يُشار إليها شيوعًا باسم '''زد 9 إي سي''' (z9EC) - ونماذج '''آي بي إم إي سيرفر زد سيريز''' (IBM eServer zSeries) - والتي تشير في الاستخدام الشائع فقط إلى جيلي '''زد 900''' (z900) و'''زد 990''' (z990) من الحاسوب المركزي.

## بنيان
يُعزى إطلاق أسماء '''زد سيريز''' (zSeries)، و'''زد إنتربرايز''' (zEnterprise)، و'''سيستم زد''' (System z)، و'''آي بي إم زد''' (IBM Z) على هذه العائلات إلى ميزة التوفر العالي التي تتمتع بها، حيث يرمز الحرف "z" إلى مفهوم "زيرو داون تايم" (zero downtime)، أي عدم وجود وقت تعطل على الإطلاق. وقد صُممت هذه الأنظمة باستخدام مكونات احتياطية قادرة على التحويل السريع عند حدوث أي أعطال، مما يضمن استمرار العمليات دون انقطاع.
تحافظ عائلة '''آي بي إم زد''' (IBM Z) على توافق تام مع الإصدارات السابقة. وفي الواقع، تُعد الأنظمة الحالية امتدادًا مباشرًا لأنظمة '''سيستم/360''' (System/360)، التي أُعلن عنها في عام 1964، و'''سيستم/370''' (System/370) من سبعينيات القرن العشرين. ولا يزال من الممكن تشغيل العديد من التطبيقات التي كُتبت لهذه الأنظمة دون أي تعديل على أحدث أنظمة آي بي إم زد.

### المحاكاة الافتراضية
تُعد المحاكاة الافتراضية ميزة أساسية ومدمجة في أنظمة '''آي بي إم زد''' (IBM Z). توفر الطبقة الأولى من هذه المحاكاة الافتراضية بواسطة برنامج إدارة موارد المعالج والنظام (Processor Resource/System Manager) المعروف اختصارًا بـ '''PR/SM'''، والذي يتيح إنشاء ونشر قسم منطقي واحد أو أكثر يُعرف باسم '''LPAR''' (Logical Partition). يدعم كل قسم منطقي (LPAR) تشغيل مجموعة متنوعة من أنظمة التشغيل.بالإضافة إلى ذلك، يمكن تشغيل برنامج مشرف الأجهزة الافتراضية المسمى '''زد/في إم''' (z/VM) كطبقة محاكاة افتراضية ثانية داخل الأقسام المنطقية (LPARs). يتيح ذلك إنشاء عدد كبير من الأجهزة الافتراضية (VMs) يتناسب مع الموارد المخصصة للقسم المنطقي (LPAR) الذي يستضيفها.تسمح الطبقة الأولى من تقنية المحاكاة الافتراضية في '''آي بي إم زد''' (PR/SM) لجهاز واحد بتشغيل عدد محدود من الأقسام المنطقية (LPARs)، يصل إلى 80 قسمًا على نظام '''آي بي إم زد 13''' (IBM z13). ويمكن اعتبار هذه الخوادم افتراضية "مجردة" (near-bare metal) نظرًا لأن برنامج '''PR/SM''' يسمح بتخصيص وحدات المعالجة المركزية مباشرة للأقسام المنطقية (LPARs) الفردية. يمكن لـ LPARs z/VM المخصصة داخل LPARs PR/SM تشغيل عدد كبير جدًا من الآلات الافتراضية طالما أن هناك موارد وحدة المعالجة المركزية والذاكرة وموارد الإدخال/الإخراج الكافية التي تم تكوينها مع النظام للحصول على الأداء والسعة والإنتاجية المطلوبة.[بحاجة لمصدر]
تتيح خصائص العلاقات العامة/الإدارة (PR/SM) والأجهزة في نظام IBM Z تغيير موارد الحوسبة ديناميكيًا لتلبية متطلبات عبء العمل. يمكن إضافة موارد وحدة المعالجة المركزية والذاكرة إلى النظام بسلاسة، وتعيينها والتعرف عليها واستخدامها ديناميكيًا بواسطة LPARs. كما يمكن إضافة موارد الإدخال/الإخراج، مثل منافذ IP وSAN، ديناميكيًا. ويتم تحويلها افتراضيًا ومشاركتها عبر جميع LPARs. يُسمى المكون المادي الذي يوفر هذه الإمكانية "النظام الفرعي للقنوات". يمكن تكوين كل LPAR ليتمكن من "رؤية" أو "عدم رؤية" منافذ الإدخال/الإخراج الافتراضية لتحقيق "المشاركة" أو العزل المطلوب. تتيح إمكانية المحاكاة الافتراضية هذه تقليلًا كبيرًا في موارد الإدخال/الإخراج بفضل قدرتها على مشاركتها وزيادة استخدامها. 
حصل برنامج '''PR/SM''' على أنظمة '''آي بي إم زد''' (IBM Z) على شهادة الأمان بمستوى تقييم ضمان المعايير المشتركة (Common Criteria Assessment Assurance Level)  المعروف اختصارًا بـ '''EAL 5+''. [1] كما حصل برنامج '''زد/في إم''' (z/VM) على شهادة المعايير المشتركة بمستوى '''EAL4+''.
تم أيضًا نقل برنامج التشغيل اله افتراضيه متعمده النواة من لينكس .

## قائمة النماذج (الترتيب الزمني العكسي)
حصل برنامج '''PR/SM''' على أنظمة '''آي بي إم زد''' (IBM Z) على شهادة الأمان بمستوى تقييم ضمان المعايير المشتركة (Common Criteria Assessment Assurance Level) المعروف اختصارًا بـ '''EAL 5+''. [1] كما حصل برنامج '''زد/في إم''' (z/VM) على شهادة المعايير المشتركة بمستوى '''EAL4+''.

### آي بي إم z17
تم الكشف عن معالج '''تيليوم II''' (Telum II) الخاص بجهاز '''آي بي إم زد 17''' (IBM z17) الرئيسي خلال مؤتمر هوت تشيبس (Hot Chips) 2024. [1] ومن المتوقع أن يركز التصميم الجديد بشكل أساسي على تسريع وتحسين أداء الذكاء الاصطناعي. تتميز شريحة '''تيليوم II''' صحيح، تتميز شريحة معالج '''تيليوم II''' (Telum II) التي تتضمن 43 مليار ترانزستور بوحدة معالجة بيانات مدمجة على الشريحة (on-chip Data Processing Unit - DPU). وتوفر تحسينات طفيفة على معالج Telum في z16، مع بنية مماثلة، بما في ذلك دعم OpenCAPI .

### آي بي إم z16
تم تقديم الحاسوب المركزي '''آي بي إم زد 16''' (IBM z16) ، الذي يعتمد على معالج '''تيليوم''' (Telum)، في 5 أبريل 2022. وقد وُصفت التعليمات الخاصة بالذكاء الاصطناعي والشبكات العصبية في إصدار جديد  من مبادئ تشغيل معمارية زد (z/Architecture Principles).

### آي بي إم z15
- تم تقديم الحاسوب المركزي IBM z15 (8561) المستند إلى شريحة z15 في 12 سبتمبر 2019.[12]
- مقدمة تقنية عن IBM z15 [13]
- الدليل الفني لـ IBM z15 [14]

### آي بي إم z14
تم إطلاق جهاز '''زد 14''' (z14) ثنائي الإطار في يوليو 2017 ، والإطار الأحادي في أبريل 2018 ، وكلاهما يعتمدان على شريحة ''زد 14''(z14)، وهي شريحة تضم 10 نوى معالجة تعمل بسرعة 5.2 جيجاهرتز. يمكن أن يشتمل نظام ''زد 14'' (z14) على ما يصل إلى 240 نواة معالجة (Processing Unit - PU)، يمكن تكوين 170 منها وفقًا لمتطلبات العميل لتشغيل التطبيقات وأنظمة التشغيل. كما يمكن أن يحتوي على ما يصل إلى 32 مجموعة من الذاكرة المستقلة القابلة للاستخدام بسعة إجمالية تصل إلى 1 تيرابايت، ويمكن تكوين بعض هذه الذاكرة كذاكرة وميضية افتراضية. يمكن تصنيف كل وحدة معالجة مركزية كوحدة معالجة مركزية قياسية (CP)، أو معالج برامج ثابتة متكاملة ، أو معالج مرفق متكامل لنظام لينكس ، أو معالج المعلومات المتكامل .بالإضافة إلى الأنواع المذكورة، يمكن تصنيف وحدة المعالجة المركزية أيضًا كمعالج مرفق الاقتران الداخلي ، أو معالج مساعدة النظام الإضافي ، أو كوحدة احتياطية. تركز أنظمة '''آي بي إم زد''' (IBM Z) بشكل كبير على التشفير الشامل، حيث يحتوي معالج '''زد 14''' (z14) على العديد من ميزات التشفير المدعومة بالأجهزة، بما في ذلك خوارزميات AES، وDES، وTDES، وSHA، بالإضافة إلى مولد أرقام عشوائية.

### آي بي إم z13
تم إطلاق جهاز '''زد 13''' (z13) في 13 يناير 2015 ، وهو يعتمد على شريحة '''زد 13''' (z13)،  وهي شريحة تضم ثماني نوى معالجة تعمل بسرعة 5 جيجاهرتز. يمكن أن يحتوي نظام '''زد 13''' (z13) على ما يصل إلى 168 نواة معالجة (PU)، يمكن تكوين 141 منها وفقًا لمتطلبات العميل لتشغيل التطبيقات وأنظمة التشغيل، وما يصل إلى 10.144 تيرابايت (قابلة للاستخدام) من الذاكرة المستقلة الزائدة (Redundant Array of Independent Memory - RAIM). يمكن تصنيف كل وحدة معالجة مركزية (CPU) كوحدة معالجة مركزية قياسية (CP)، أو معالج برامج ثابتة متكاملة (IFP)، أو معالج مرفق متكامل لنظام لينكس (IFL)، أو معالج معلومات متكامل z (z Integrated Information Processor - zIIP)، أو معالج مرفق الاقتران الداخلي (ICF).
أو معالج مساعدة النظام الإضافي (SAP) أو كجهاز احتياطي. أصبحت ميزة معالج مساعدة التطبيق z (zAAP) الموجودة في معالجات z/Architecture السابقة الآن جزءًا متكاملًا من zIIP الخاص بـ z13.
تم تقديم z Systems z13s (سلسلة 2965) في 17 فبراير 2016.
يقدم كل من z13 وz13s بنية متجهية جديدة وهما آخر خوادم أنظمة z التي تدعم تشغيل نظام تشغيل في وضع بنية ESA/390. .

### نظام IBM zEnterprise

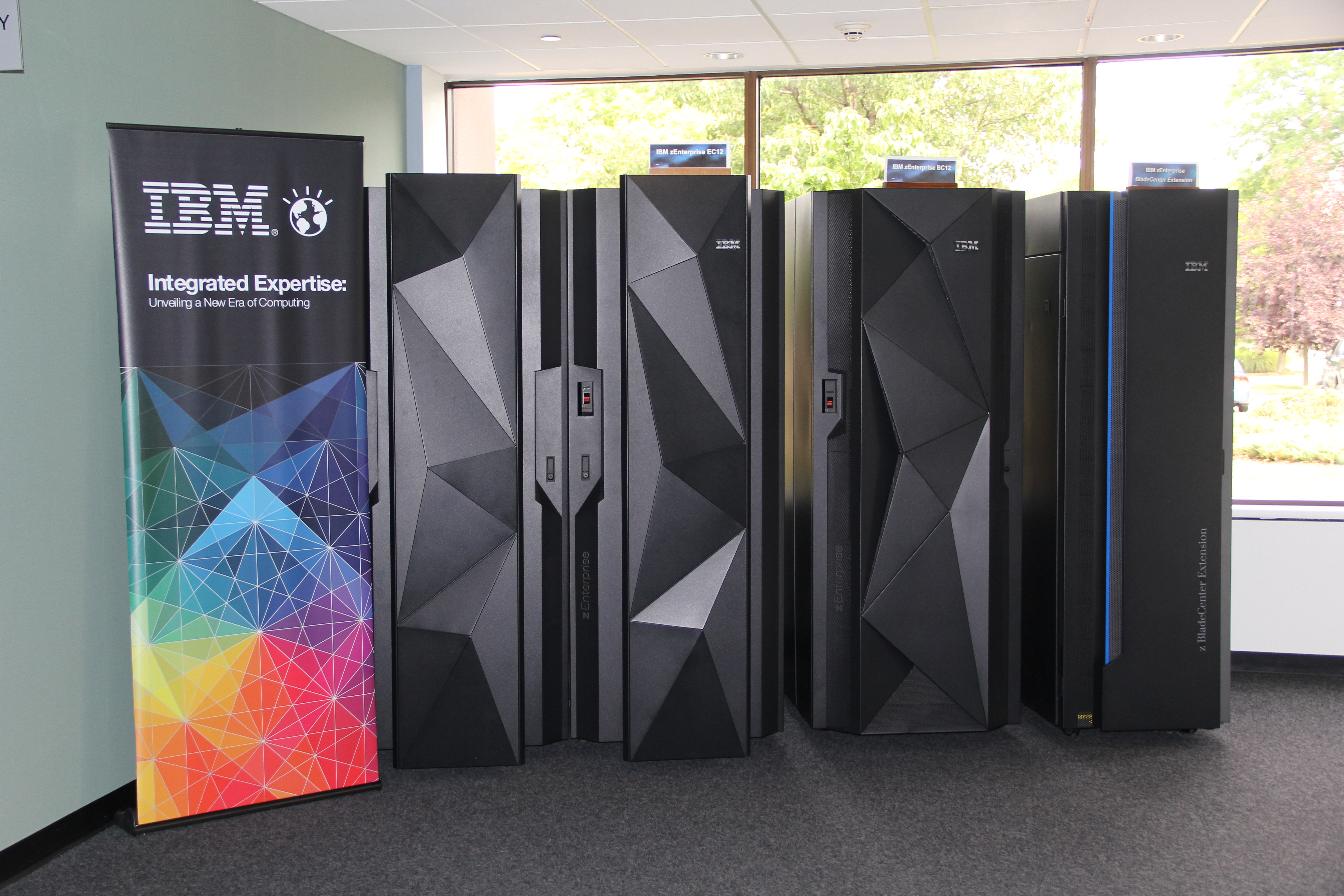
ثلاثية من أجهزة الكمبيوتر المركزية من نوع IBM zEnterprise. من اليسار إلى اليمين: EC12، BC12، Bladecenter Extension.

يشمل هذا الخط جيلين من الأجهزة: الجيل الأول، الذي أُصدر في عامي 2010 و2011، وتضمن طرازات أحادية الرف يُطلق عليها اسم "فئة رجال الأعمال" (Business Class) برقم الطراز 114، وطرازات أخرى يُطلق عليها اسم "فئة المؤسسات" (Enterprise Class) برقم الطراز 196. أما الجيل الثاني، فقد أُصدر في عامي 2012 و2013، ويُعرف بالجيل الثاني عشر من الخط الرئيسي (Generation 12 of the Enterprise Platform). وقد قُدم هذا الجيل بنوعين من الطرازات: '''زد بي سي 12''' (zBC12) أحادي الرف، و'''زد إي سي 12''' (zEC12) ثنائي الرف.

#### zEnterprise gen2 (zBC12 وzEC12)

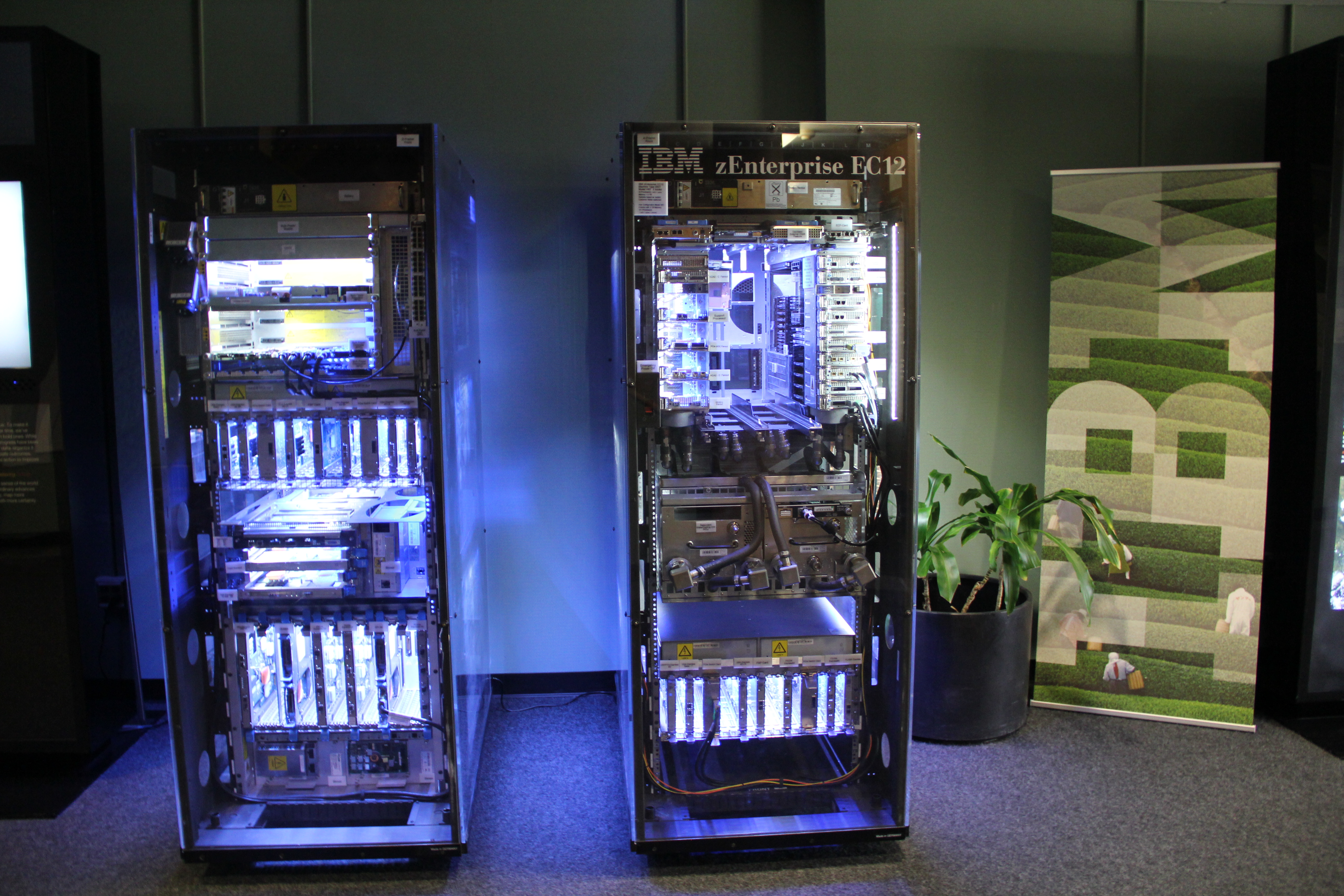
جهاز IBM zEnterprise EC12 مع إزالة الغطاء. تمت إضاءة الجزء الداخلي لرؤية الأجزاء الداخلية المختلفة بشكل أفضل.

في 8 أبريل 2014، احتفالًا بالذكرى الخمسين لإطلاق نظام الحاسوب المركزي System/360، أعلنت شركة آي بي إم  عن إطلاق أول حل للبنية التحتية المتقاربة يعتمد على تكنولوجيا الحاسوب المركزي. يُطلق على هذا الحل اسم '''نظام آي بي إم السحابي للمؤسسات''' (IBM Enterprise Cloud System). يجمع هذا المنتج الجديد بين أجهزة آي بي إم المركزية وبرامجها ووحدات التخزين الخاصة بها في نظام واحد، وقد صُمم لمنافسة العروض المماثلة من شركات مثل VCE، وهيوليت باركاد ، وأوراكل. ووفقًا لشركة آي بي إم، يُعد هذا النظام خادم لينكس  الأكثر قابلية للتوسع المتاح، حيث يدعم ما يصل إلى 6000 جهاز افتراضي في مساحة واحدة. وفي يونيو 2014، أعلنت آي بي إم عن شحن أول نظام سحابي للمؤسسات إلى شركة فيسينسا ،  وهي شركة تقدم خدمات مُدارة مقرها المملكة المتحدة.
يُعد جهاز zEnterprise Business Class 12 – zBC12 حلاً اقتصاديًا للمبتدئين يأتي في وحدة رف واحدة، وقد تم تقديمه في يوليو 2013 ويتوفر بنموذجين من الأجهزة هما H06 وH13. صُمم هذا الجهاز لخدمة قطاع الأعمال المتوسطة ويمكن تهيئته ليصبح خادمًا افتراضيًا لنظام Linux، ويُعرف في هذه الحالة باسم Enterprise Linux Server. يحتوي طراز H13 على 18 نواة معالجة، مع إمكانية تفعيل ما يصل إلى 13 منها. أما طراز H06 فيحتوي على تسع نوى معالجة، مع إمكانية تفعيل ما يصل إلى ست منها.
| موديلات zBC12 | موديلات zBC12 | موديلات zBC12 | موديلات zBC12 | موديلات zBC12 | موديلات zBC12 | موديلات zBC12 | موديلات zBC12 | موديلات zBC12 | موديلات zBC12      |
| نموذج         | نقاط التفتيش  | IFLs          | zAAPs / zIIPs | ICFs          | أنظمة SAP     | IFPs          | قطع الغيار    | zBX           | الذاكرة (جيجابايت) |
| ------------- | ------------- | ------------- | ------------- | ------------- | ------------- | ------------- | ------------- | ------------- | ------------------ |
| ح06           | 0–6           | 0–6           | 0–4 / 0–4     | 0–6           | 2             | 1             | 0             | 0–1           | 8–240              |
| ح13           | 0–6           | 0–13          | 0–8 / 0–8     | 0–13          | 2             | 1             | 2             | 0–1           | 16–496             |

تم إطلاق جهاز zEnterprise BC12 في يوليو 2013، وهو يعتمد على جهاز z114 المُحسن، ويضم ما يصل إلى 18 معالج zEC12 يعمل بسرعة 4.2 جيجاهرتز، بالإضافة إلى ذاكرة وصول عشوائي (RAM) تصل إلى 489 جيجابايت. يتوفر الجهاز بنموذجين، H06 وH13، يحتويان على درج معالجة واحد ودرجين على التوالي. يمكن ربط zBC12 بنظام التوسعة zBX. وتقدم شركة آي بي إم إصدارًا خاصًا من zBC12 يُعرف باسم Enterprise Linux Server ،  والذي يشغل مضيفات Linux فقط على برنامج التشغيل الافتراضي z/VM الخاص به، ويستهدف عمليات الترحيل واسعة النطاق من عمليات تثبيت لينكس المستندة إلى معمارية x86.
zEnterprise Enterprise Class 12 – zEC12 حلاً عالي الأداء يأتي في وحدتي رف، ويتوفر بخمسة نماذج من الأجهزة: H20، وH43، وH66، وH89، وHA1. [1]  يعكس رقم الطراز عدد النوى المتاحة لأعباء عمل العملاء. أما النوى الإضافية، فتُخصص كقطع غيار ووحدات معالجة مساعدة للنظام (SAP) ووحدات معالجة البرامج الثابتة المتكاملة (IFP).
| موديلات zEC12 | موديلات zEC12 | موديلات zEC12 | موديلات zEC12 | موديلات zEC12 | موديلات zEC12 | موديلات zEC12 | موديلات zEC12 | موديلات zEC12      |
| نموذج         | نقاط التفتيش  | IFLs          | zAAPs / zIIPs | ICFs          | أنظمة SAP     | IFPs          | قطع الغيار    | الذاكرة (جيجابايت) |
| ------------- | ------------- | ------------- | ------------- | ------------- | ------------- | ------------- | ------------- | ------------------ |
| ماء           | 1–20          | 0–20          | 0–10 / 0–10   | 0–20          | 4–8           | 1             | 2–20          | 32–704             |
| ح43           | 1–43          | 0–43          | 0–21 / 0–21   | 0–43          | 8–16          | 1             | 2–43          | 32–1392            |
| ح66           | 1–66          | 0–66          | 0–33 / 0–33   | 0–66          | 12–24         | 1             | 2–66          | 32–2272            |
| ح89           | 1–89          | 0–89          | 0–44 / 0–44   | 0–89          | 16–32         | 1             | 2–89          | 32–3040            |
| HA1           | 1–101         | 0–101         | 0–50 / 0–50   | 0–101         | 16–32         | 1             | 2–101         | 32–3040            |

تم طرح جهاز zEnterprise EC12 في أغسطس 2012، وهو يعتمد على شريحة zEC12 ، أُعلن عن جهاز zEnterprise EC12 في أغسطس 2012، وهو يعتمد على شريحة zEC12 التي تتضمن معالج z/Architecture ثماني النواة بتردد 5.5 جيجاهرتز، ويعمل وفق بنية مجموعة التعليمات المعقدة (CISC) مع تنفيذ العمليات خارج الترتيب. يمكن أن يضم نظام zEC12 ما يصل إلى 120 نواة، منها 101 نواة قابلة للتكوين من قبل العميل لتشغيل أنظمة التشغيل والتطبيقات المختلفة. يُشار إلى الحد الأقصى لعدد النوى المتاحة في طراز معين من zEC12 من خلال اسم الطراز؛ فعلى سبيل المثال، يوفر طراز H20 ما يصل إلى 20 نواة يمكن طلبها للاستخدام المباشر من قبل العملاء  ، بالإضافة إلى نواة احتياطية ونوع خاص من نواة معالج الإدخال/الإخراج يُعرف بمعالج مساعدة النظام (SAP). ويمكن تصنيف كل نواة على أنها معالج مركزي (CP)، أو معالج مرفق متكامل لنظام لينكس (IFL)، أومعالج مساعدة تطبيق (zAAP)، أو معالج معلومات متكاملz10 (zIIP)، أو معالج مرفق الاقتران الداخلي (ICF)، أو معالج مساعدة النظام الإضافي (SAP). ويتيح نظام zEnterprise EC12 توفير ما يصل إلى 3 تيرابايت (قابلة للاستخدام) من مصفوفة الذاكرة المستقلة الزائدة (RAIM).
يتمتع جهاز zEnterprise z196 بضعف سعة الذاكرة المتوفرة في جهاز z10، كما أنه يوفر سعة إجمالية أعلى بنسبة 60% مقارنة بجهاز z10 (تصل إلى 52 ألف مليون تعليمة في الثانية). ويدعم هذا الجهاز كلاً من وحدة توسيع BladeCenter (zBX) ومدير الموارد الموحد (Unified Resource Manager).

#### zEnterprise gen1 (114 و196)
أُعلن عن نظام zEnterprise في يوليو 2010، بالتزامن مع إطلاق طرازه الأول z196. وقد صُمم هذا النظام بهدف دمج تقنيات الحوسبة المركزية والخوادم الموزعة ضمن بنية متكاملة. ويتألف نظام zEnterprise من ثلاثة مكونات رئيسية: [1]
- الأول هو خادم System z.
- ثانيًا، IBM zEnterprise BladeCenter Extension (zBX).
- والأخيرة هي طبقة الإدارة، IBM zEnterprise Unified Resource Manager (zManager)، والتي توفر عرض إدارة واحد لموارد zEnterprise.

صُمم نظام zEnterprise بهدف توسيع نطاق قدرات الحوسبة المركزية التقليدية - مثل كفاءة الإدارة، والتخصيص الديناميكي للموارد، وسهولة الصيانة - لتشمل أنظمة وأعباء عمل أخرى تعمل على أنظمة AIX على معالجات POWER7، بالإضافة إلى أنظمة مايكروسفت ويندوز أو لينكس على بنية x86.
.
يُعد zEnterprise BladeCenter Extension (zBX) أحد مكونات البنية التحتية لنظام zEnterprise، وهو مُصمم لاستضافة خوادم IBM BladeCenter للأغراض العامة ومُحسنات أعباء العمل الشبيهة بالأجهزة. ويتيح zBX إدارة جميع هذه الموارد كوحدة منطقية واحدة، على غرار إدارة جهاز رئيسي واحد. ويدعم zBX شبكة داخلية خاصة وعالية السرعة تربطه بمجموعة المعالجات المركزية (Central Processor Complex - CPC)، مما يقلل من الحاجة إلى أجهزة شبكات خارجية ويوفر مستوى عالٍ من الأمان بطبيعته.

 يدمج IBM zEnterprise Unified Resource Manager موارد نظام z ومكونات zBX كوحدة افتراضية متكاملة، مما يوفر إدارة موحدة وشاملة عبر نظام zEnterprise. ويقوم المدير بمراقبة أداء النظام لتحديد الاختناقات أو الأعطال المحتملة بين المكونات المختلفة. وفي حال حدوث أي فشل، يمكنه إعادة تخصيص موارد النظام ديناميكيًا بهدف منع أو تقليل تأثير المشكلات على التطبيقات. يوفر Unified Resource Manager وظائف متعددة من خلال واجهة مستخدم واحدة، تشمل مراقبة وإدارة استهلاك الطاقة، وإدارة الموارد، وتعزيز الأمان، وتكوين الشبكات الافتراضية، وإدارة المعلومات.
 يُعد zEnterprise 114 (z114) حلاً أساسيًا مُدمجًا في هيكل واحد، ويتوفر بنموذجين من الأجهزة: M05 وM10. وقد أُطلق هذا النظام في يوليو 2011، وصُمم لتوسيع مزايا نظام zEnterprise ليشمل قطاع الأعمال المتوسطة. وعلى غرار طراز z196، يتوافق z114 بشكل كامل مع zBX و URM، ويتميز أيضًا بعناصر تصميم الخادم الضرورية للمهام الحرجة. يتميز z114 بما يصل إلى 14 نواة معالجة (يمكن تكوين ما يصل إلى 10 منها) تعمل بسرعة ساعة تبلغ 3.8 جيجاهرتز. ويبلغ الحجم الفعلي لجهاز z114 حوالي نصف حجم جهاز z196.
| موديلات z114 | موديلات z114 | موديلات z114 | موديلات z114  | موديلات z114 | موديلات z114 | موديلات z114 | موديلات z114 | موديلات z114       |
| نموذج        | نقاط التفتيش | IFLs         | zAAPs / zIIPs | ICFs         | أنظمة SAP    | قطع الغيار   | zBX          | الذاكرة (جيجابايت) |
| ------------ | ------------ | ------------ | ------------- | ------------ | ------------ | ------------ | ------------ | ------------------ |
| م05          | 0–5          | 0–5          | 0–2 / 0–2     | 0–5          | 2-4          | 0            | 0–1          | 8–120              |
| م10          | 0–5          | 0–10         | 0–5 / 0–5     | 0–10         | 2-4          | 2            | 0–1          | 16–248             |

المعالج الدقيق لجهاز z196 هو شريحة z196، وهي معالج z/Architecture رباعي النواة بتردد 5.2 جيجاهرتز، يعمل وفق بنية مجموعة التعليمات المعقدة (CISC) وينفذ العمليات خارج الترتيب. يمكن أن يضم نظام z196 ما يصل إلى 24 معالجًا، مما يوفر إجمالي 96 نواة، منها 80 نواة متاحة مباشرة لتشغيل أنظمة التشغيل والتطبيقات. يُشار إلى عدد النوى المتوفرة في طراز معين من z196 من خلال اسم الطراز؛ فعلى سبيل المثال، يحتوي طراز M15 على 15 نواة متاحة للاستخدام المباشر من قبل العملاء، بالإضافة إلى نوى المعالج الاحتياطية والخدمية. ويمكن تصنيف كل نواة على أنها معالج مركزي (CP)، أو معالج مرفق متكامل لنظام Linux (IFL)، أو معالج مساعدة تطبيق z (zAAP)، أو معالج معلومات متكامل z10 (zIIP)، أو معالج مرفق الاقتران الداخلي (ICF)، أو معالج مساعدة النظام الإضافي (SAP). يدعم نظام zEnterprise أيضًا شفرات x86أو Power ISA المرفقة عبر وحدة توسيع BladeCenter zEnterprise (zBX). ويتيح نظام zEnterprise 196 توفير ما يصل إلى 3 تيرابايت (قابلة للاستخدام) من مصفوفة الذاكرة المستقلة الزائدة (RAIM).
 يُعد zEnterprise 196 (z196) حلاً عالي الأداء ثنائي الرفوف، ويتوفر بخمسة نماذج من الأجهزة: M15، وM32، وM49، وM66، وM80. يعتمد رقم الطراز على عدد النوى المتاحة لأعباء عمل العملاء. أما النوى الإضافية، فيتم تخصيصها كقطع غيار وكمعالجات مساعدة للنظام (SAPs).
| موديلات z196 | موديلات z196 | موديلات z196 | موديلات z196  | موديلات z196 | موديلات z196 | موديلات z196 | موديلات z196 | موديلات z196       |
| نموذج        | نقاط التفتيش | IFLs         | zAAPs / zIIPs | ICFs         | أنظمة SAP    | قطع الغيار   | zBX          | الذاكرة (جيجابايت) |
| ------------ | ------------ | ------------ | ------------- | ------------ | ------------ | ------------ | ------------ | ------------------ |
| م15          | 0–15         | 0–15         | 0–7 / 0–7     | 0–15         | 3            | 2–15         | 0–1          | 32–752             |
| م32          | 0–32         | 0–32         | 0–16 / 0–16   | 0–16         | 6            | 2–32         | 0–1          | 32–1520            |
| م49          | 0–49         | 0–49         | 0–24 / 0–24   | 0–16         | 9            | 2–49         | 0–1          | 32–2288            |
| M66          | 0–66         | 0–66         | 0–33 / 0–33   | 0–16         | 12           | 2–66         | 0–1          | 32–3056            |
| م80          | 0–80         | 0–80         | 0–40 / 0–40   | 0–16         | 14           | 2–80         | 0–1          | 32–3056            |

كانت أنظمة IBM zSeries تعتمد على شرائح z/Architecture - معالجات z/Architecture متعددة النواة التي تعتمد على CISC والتي لا تعمل بشكل صحيح . يتم الإشارة إلى الحد الأقصى لعدد النوى المتوفرة في طراز معين من zEC12 من خلال اسم الطراز. على سبيل المثال، يحتوي H20 على ما يصل إلى 20 نواة قابلة للطلب للاستخدام المباشر من قبل العملاء، بالإضافة إلى نواة احتياطية ونوع خاص من نواة معالج الإدخال/الإخراج، وهو معالج مساعدة النظام. يمكن وصف كل نواة على أنها معالج مركزي (CP)، أو معالج مرفق متكامل لنظام Linux (IFL)، أو معالج مساعدة تطبيق z (zAAP)، أو معالج معلومات متكامل z10 (zIIP)، أو معالج مرفق الاقتران الداخلي (ICF)، أو معالج مساعدة النظام الإضافي (SAP).
يتمتع zEnterprise z196 بضعف سعة ذاكرة z10، وسعة إجمالية أعلى بنسبة 60% من z10 (تصل إلى 52 GIPS). وهو يدعم ملحق BladeCenter (zBX) ومدير الموارد الموحد.

### نظام IBM z10
| سبقه                 | IBM Z \| IBM eServer zSeries \| IBM eServer zSeries \| IBM System z9 2005/2006 \| IBM System z10 2008 \| IBM zEnterprise \| IBM zEnterprise \| IBM z13 2015/2016 \| IBM z14 2017/2018 \| IBM z15 2019/2020 \| \| z800, z900 2000/2002 \| z890, z990 2003/2004 \| IBM System z9 2005/2006 \| IBM System z10 2008 \| z114, z196 2010/2011 \| zBC12, zEC12 2012/2013 \| IBM z13 2015/2016 \| IBM z14 2017/2018 \| IBM z15 2019/2020 \| |                         |                     |                      |                        |                   |                   |                   |
| IBM eServer zSeries  | IBM eServer zSeries | IBM System z9 2005/2006 | IBM System z10 2008 | IBM zEnterprise      | IBM zEnterprise        | IBM z13 2015/2016 | IBM z14 2017/2018 | IBM z15 2019/2020 |
| z800, z900 2000/2002 | z890, z990 2003/2004 | IBM System z9 2005/2006 | IBM System z10 2008 | z114, z196 2010/2011 | zBC12, zEC12 2012/2013 | IBM z13 2015/2016 | IBM z14 2017/2018 | IBM z15 2019/2020 |

يدعم هذا الجيل من خوادم Z ذاكرة أكبر من أنظمة الجيل السابق ويمكن أن يحتوي على ما يصل إلى 64 معالجًا مركزيًا (CPs) لكل إطار. كان أداء المعالج أحادي المعالج z10 ذو السرعة الكاملة أسرع بنسبة 62% من أداء خادم z9، وفقًا لإعلان IBM عن z10، وتضمن الميزات الأخرى التالية:
- أداء أكبر بنسبة 50% وسعة قابلة للاستخدام أكبر بنسبة 70%. الجديد 4.4 تم تصميم معالج GHz لمعالجة أحمال العمل المكثفة لوحدة المعالجة المركزية ودعم توحيد الخادم على نطاق واسع على الحاسوب الرئيسي.
- القدرة والإدارة في الوقت المناسب – مراقبة أنظمة متعددة استنادًا إلى تعريفات توفير القدرة ومدير عبء العمل (WLM). عندما يتم استيفاء الشروط المحددة، يمكن لـ z/OS اقتراح تغييرات في السعة للتنشيط اليدوي من وحدة التحكم az/OS، أو يمكن للنظام إضافة أو إزالة السعة المؤقتة تلقائيًا وبدون تدخل المشغل.[33]

تتضمن النماذج المحددة من هذه العائلة ما يلي:
- z10 Business Class (سلسلة 2098)، تم طرحها في 21 أكتوبر 2008
- z10 Enterprise Class (سلسلة 2097)، تم تقديمه في 26 فبراير 2008

### نظام IBM z9
| سبقه                 | IBM Z \| IBM eServer zSeries \| IBM eServer zSeries \| IBM System z9 2005/2006 \| IBM System z10 2008 \| IBM zEnterprise \| IBM zEnterprise \| IBM z13 2015/2016 \| IBM z14 2017/2018 \| IBM z15 2019/2020 \| \| z800, z900 2000/2002 \| z890, z990 2003/2004 \| IBM System z9 2005/2006 \| IBM System z10 2008 \| z114, z196 2010/2011 \| zBC12, zEC12 2012/2013 \| IBM z13 2015/2016 \| IBM z14 2017/2018 \| IBM z15 2019/2020 \| |                         |                     |                      |                        |                   |                   |                   |
| IBM eServer zSeries  | IBM eServer zSeries | IBM System z9 2005/2006 | IBM System z10 2008 | IBM zEnterprise      | IBM zEnterprise        | IBM z13 2015/2016 | IBM z14 2017/2018 | IBM z15 2019/2020 |
| z800, z900 2000/2002 | z890, z990 2003/2004 | IBM System z9 2005/2006 | IBM System z10 2008 | z114, z196 2010/2011 | zBC12, zEC12 2012/2013 | IBM z13 2015/2016 | IBM z14 2017/2018 | IBM z15 2019/2020 |

 في يوليو 2005، أعلنت شركة IBM عن عائلة جديدة من الخوادم تحت اسم System z9، والتي تضمنت فئتين رئيسيتين هما IBM System z9 Enterprise Class (z9 EC) و IBM System z9 Business Class (z9 BC). قدم نظام خوادم z9 الميزات التالية:
- مزيد من المرونة على خوادم فئة المؤسسات في تخصيص وتحديد حجم سعة المعالجات للأغراض العامة (CPs) الموجودة في الخادم. الz9 توفر خوادم EC أربعة إعدادات مختلفة للقدرة الفرعية عند تشغيلها بثمانية معالجات للأغراض العامة أو أقل.
- محركات zIIP . تم تصميم zIIP بحيث يمكن للبرنامج العمل مع z/OS لإرسال كل أو جزء من عمل Service Request Block (SRB) الموجه إلى zIIP للمساعدة في تحرير السعة على المعالج للأغراض العامة مما قد يجعله متاحًا للاستخدام بواسطة أحمال العمل الأخرى التي تعمل على الخادم.
- ميداو . توفر ميزة كلمة عنوان البيانات غير المباشرة المعدلة (MIDAW) ميزة بديلة لإنشاء برنامج قناة. تم تصميمه لتحسين الأداء لتطبيقات FICON الأصلية التي تستخدم مجموعات بيانات بتنسيق ممتد (بما في ذلك DB2 وVSAM) من خلال المساعدة في تحسين استخدام القناة وتقليل النفقات العامة للقناة وتحسين أوقات استجابة الإدخال/الإخراج.
- يتم توفير CP Assist for Cryptographic Functions (CPACF) على كل معالج CP وIFL لدعم تشفير المفتاح الواضح. تم تحسين CPACF لمعالجات نظام z9 لتشمل دعم معيار التشفير المتقدم (AES) لمفاتيح 128 بت، وخوارزمية التجزئة الآمنة 256 (SHA-256)، ويقدم CPACF DES وTriple DES وSHA-1.

تتضمن النماذج المحددة من هذه العائلة ما يلي:
- z9 Business Class (سلسلة 2096)، خليفة طراز z890 وأصغر طرازات z990 (2006)
- فئة z9 Enterprise (سلسلة 2094)، تم تقديمها في عام 2005، في البداية باسم z9-109، بدايةً لسلسلة نظام z9 الجديدة

### عائلة IBM zSeries
تم الإعلان عن جهاز eServer zSeries 900 (يُختصر إلى z900) في 3 أكتوبر 2000، وأصبح متاحًا في 18 ديسمبر من نفس العام. وكان هذا الجهاز أول خادم يتضمن امتداد z/Architecture ذي الـ 64 بت لبنية S/360، مع استمرار دعمه لبرامج العنونة ذات الـ 31 بت والـ 24 بت التي تعود إلى عام 1964.
يتضمن النظام ما بين 12 إلى 20 معالجًا من نوع Blue Flame ، يمكن استخدام ما يصل إلى 16 منها كمعالجات مركزية. هذه المعالجات مُدمجة في وحدة متعددة الشرائح تتكون من 101 طبقة من الزجاج والسيراميك وتحتوي على 4226 دبوسًا للإدخال والإخراج. ويحتوي كل معالج على 47 مليون ترانزستور ضمن مساحة 177 مم². وبالمقارنة مع معالج S/390 G6 السابق، فقد تمت مضاعفة حجم ذاكرة التخزين المؤقت L1 في Blue Flame عن طريق تقسيمها إلى قسمين (256 كيلوبايت للتعليمات و256 كيلوبايت للبيانات)، كما تمت مضاعفة حجم ذاكرة التخزين المؤقت L2 ليصبح 32 ميجابايت. وزادت سرعة نقل البيانات للإدخال والإخراج الطرفي لتصل إلى 24 جيجابايت/ثانية، بينما تتمتع الذاكرة الرئيسية بسرعة نقل بيانات تبلغ 70 جيجابايت/ثانية وزمن وصول يبلغ 150 نانوثانية وسعة تصل إلى 64 جيجابايت. ويتميز معالج Blue Flame ببنية خط أنابيب تتكون من 7 مراحل. وقد وصل في البداية إلى 769 ميغا هرتز مع 180 وحدة عملية نانومتر، وعند التحول إلى السيليكون على العازل في مايو 2002 وصل إلى 917 ميجا هرتز، حيث يستهلك 38 وات.
جيجابايت.كككككككك في عام 2002، قدمت شركة IBM جهاز z800، وهو حاسوب رئيسي مُصمم ليكون خيارًا اقتصاديًا. احتوى هذا الجهاز على ما يصل إلى خمسة معالجات Blue Flame تعمل بسرعة 625 ميجاهرتز، ويمكن استخدام أربعة منها كمعالجات مركزية، وتشترك جميعها في ذاكرة تخزين مؤقتة من المستوى الثاني (L2) بسعة 8 ميجابايت. بلغت سرعة نقل البيانات للإدخال/الإخراج 6 جيجابايت في الثانية، بينما وصلت سعة الذاكرة الرئيسية إلى 32 جيجابايت.
أُتيحت أجهزة الكمبيوتر المركزية z990 المعاد تصميمها بالكامل للفئات المتوسطة والعالية في يونيو وأكتوبر 2003 على التوالي. وقد تضمنت هذه الأجهزة أول معالجات CMOS فائقة السرعة فائقة السرعة من IBM، وهي شريحة ثنائية النواة تحتوي على 121 مليون ترانزستور على مساحة 266 مم²، وتم تصنيعها بتقنية 130 نانومتر، وتستهلك 55 واط عند تردد 1.2 جيجاهرتز في جهاز z990. احتوت كل نواة على معالج مساعد تشفير يدعم معيار تشفير البيانات (DES) وخوارزمية التجزئة الآمنة-1 (<b>SHA-1</b>).
احتوى المعالج z990 على ما يصل إلى 48 نواة، منها ما يصل إلى 32 تم تمكينها كمعالجات مركزية. ولدعم هذه الزيادة في عدد النوى، كان z990 أول حاسوب رئيسي من إنتاج IBM مزود بوصول غير موحد للذاكرة (NUMA)، حيث تم تجميع معالجاته وذاكرته في ما يصل إلى أربع وحدات "كتابية"، ويحتوي كل كتاب أيضًا على ذاكرة تخزين مؤقتة من المستوى الثاني (L2) بحجم 32 ميجابايت. وكان أيضًا أول من امتلك القدرة على إزالة الغموض من الذاكرة التخمينية. تم مضاعفة الحد الأقصى لعرض النطاق الترددي قنوات الإدخال/الإخراج ومضاعفة سعة الذاكرة أربع مرات، لتصل إلى 96 جيجابايت/ثانية و256 جيجابايت على التوالي، كما تم مضاعفة عدد قنوات الإدخال/الإخراج من خلال تقديم أنظمة القنوات المنطقية الرباعية (LCSS). حيث لا يمكن لكل مثيل لنظام التشغيل الوصول إلى أكثر من LCSS واحد، وبالتالي الحفاظ على حد 256 قناة لكل نظام تشغيل. تم مضاعفة عدد الأقسام المنطقية إلى 30، وارتفعت المسافة القصوى لـ Parallel Sysplex إلى 100 كم. استغرق الأمر بعض الوقت حتى يتمكن نظام تشغيل واحد من الاستفادة الكاملة من z990، حيث حصل z/OS و z/VM على الدعم لـ 24 معالجًا فقط في سبتمبر 2004، و32 معالجًا في يونيو 2005 بالنسبة لـ z/OS ويونيو 2007 بالنسبة لـ z/VM.
في مايو 2004، استُبدل جهاز z800 بجهاز z890. حافظ الجهاز الجديد على نفس سعة الذاكرة وعدد النوى الموجود في z800، لكن المعالجات كانت مماثلة لتلك الموجودة في z990، باستثناء أنها كانت تعمل بسرعة 1.0 جيجاهرتز. بلغت سعة ذاكرة التخزين المؤقت L2 32 ميجابايت، وكان نظام الإدخال/الإخراج يدعم نظامين فرعيين LCSS وعرض نطاق ترددي يبلغ 16 جيجابايت/ثانية.
في عام 2004، وسعت شركة IBM فكرة المعالجات المقيدة منخفضة التكلفة (التي تم تقديمها لأول مرة في عام 2000 في شكل IFL، للاستخدام بواسطة Linux على IBM Z فقط) والتي لا يُسمح لها بتشغيل أنظمة تشغيل الحاسب المركزي التقليدية (z/OS، وz/VM، و z/VSE، و z/TPF)، وذلك من خلال إضافة معالج مساعدة التطبيق z المخصص لمعالجة Java و XML. إن IFL و zAAP متماثلان فعليًا مع المعالجات المركزية، ولكن شركة IBM تفرض رسومًا أقل مقابل استخدامها. في عام 2006 تمت إضافة نوع آخر من المعالجات المقيدة، وهو معالج المعلومات المتكامل z (zIIP)، في نظام z9.

## سمات

### المعالجات والذاكرة
كانت أنظمة IBM zSeries تعتمد على شرائح z/Architecture - معالجات z/Architecture متعددة النواة التي تعتمد على CISC والتي لا تعمل بشكل صحيح .يُشار إلى الحد الأقصى لعدد النوى المتاحة في طراز معين من zEC12 من خلال اسم الطراز. فعلى سبيل المثال، يوفر طراز H20 ما يصل إلى 20 نواة يمكن طلبها للاستخدام المباشر من قبل العملاء، بالإضافة إلى نواة احتياطية ونوع خاص من نواة معالج الإدخال/الإخراج يُعرف بمعالج مساعدة النظام (SAP). ويمكن تصنيف كل نواة على أنها معالج مركزي (CP)، أو معالج مرفق متكامل لنظام لينكس (IFL)، أو معالج مساعدة تطبيقz (zAAP)، أومعالج معلومات متكامل z10 (zIIP) .

#### كتاب المعالج
كتاب المعالج هو بطاقة نمطية تُستخدم في أجهزة الكمبيوتر المركزية من شركة IBM، وتحتوي هذه البطاقة على معالجات وذاكرة ووصلات للإدخال والإخراج. وفي طراز z196، يتم لحام وحدة متعددة الشرائح على كل كتاب معالج.

#### ترتيب قوة الحوسبة
تبدو عملية طلب جهاز IBM Z الرئيسي الحديث أشبه بشراء خدمة  أو استئجار ؛ حيث يُنظر إلى الجهاز الرئيسي على أنه مجموعة متكاملة من البرامج والأجهزة مع رسوم استخدام تعتمد  على حجم العمل الذي يقوم به النظام. وفي معظم الحالات، يمكن تفعيل قدرات إضافية في النظام بعد دفع مبلغ إضافي.

### أنظمة التشغيل
تدعم أنظمة z15، وz14، وz13، وzEC12، وzBC12، وz114، وz196 أنظمة التشغيل الخاصة بشركة آي بي إم، وهي: z/OS، و z/VM، و z/VSE، و z/TPF. وتشمل أنظمة التشغيل الأخرى المتاحة نظام لينكس على IBM Z، مثل ريد هات انترايز لينكس6 و سوزي لينكس انتريرايز 11. وفي نوفمبر 2011، قدمت شركة آي بي إم دعمًا لنظام مايكروسفت ويندوز سرفر 2008 عبر وحدات شفرية تعتمد على معالج x86 ومتصلة بملحق IBM zEnterprise BladeCenter (zBX). كما يدعم zBX جهاز IBM WebSphere DataPower Integrated Appliance XI50 لـ zEnterprise (DataPower XI50z).

### امتداد BladeCenter (zBX)

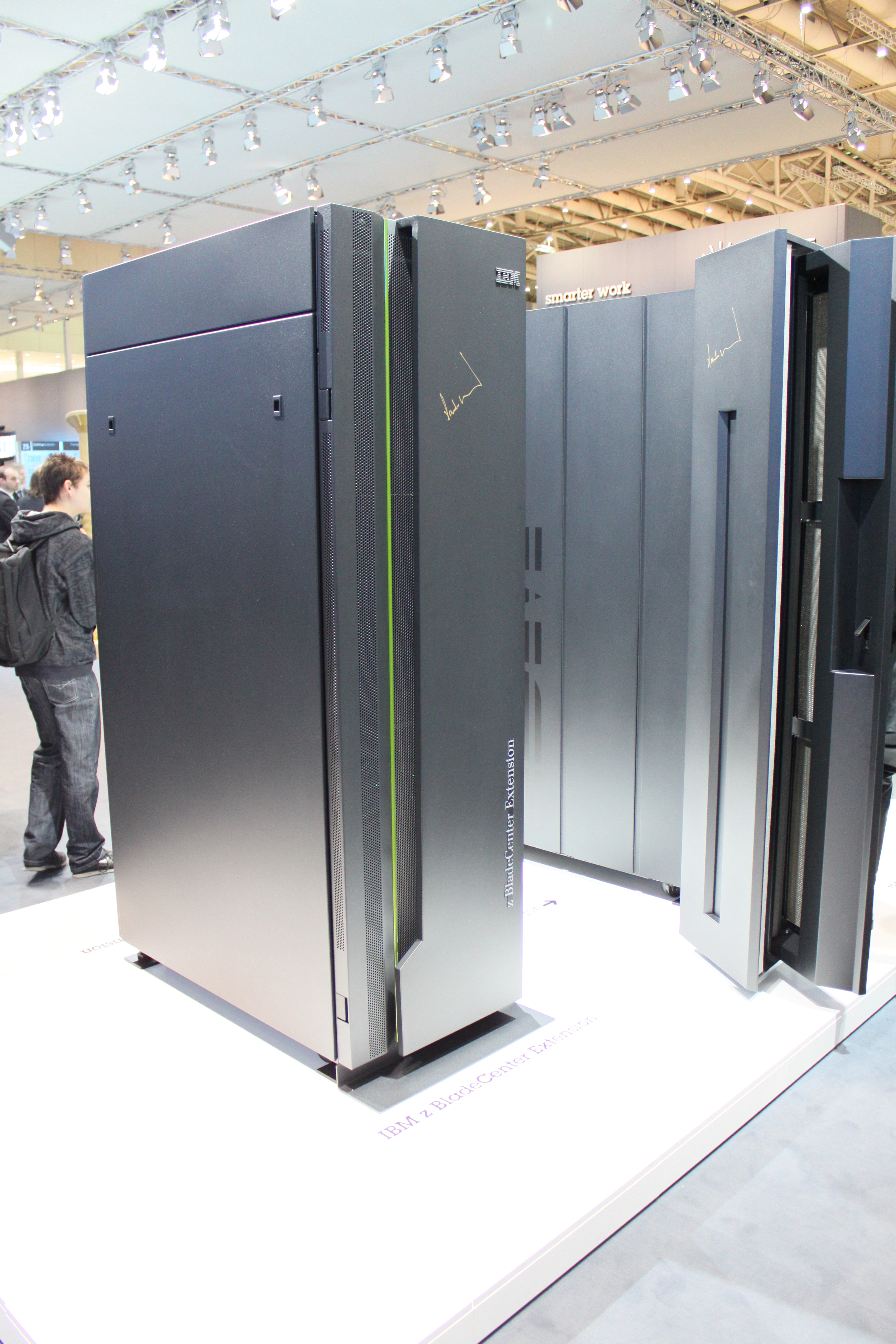
امتداد zBX

يدعم نظام zEnterprise ملحق zEnterprise BladeCenter الاختياري (zBX). توفر هذه البنية التحتية الإضافية مفاتيح علوية زائدة، وإمدادات طاقة احتياطية، ومراوح إضافية، وهيكل IBM BladeCenter. يتيح هذا الهيكل الإضافي دمج وإدارة خوادم باور 7 واكس86 من خلال الحاسوب المركزي. ويُعد تركيب إطار اللعبة في Hoplon Infotainment مثالًا على استخدام الإطار الرئيسي الهجين.
يدعم نظام zBX ما يصل إلى 112 وحدة شفرة. يتم الربط بين zBX وخادم System Z عبر اتصال إيثرنت 10 جيجابت آمن ومكرر، مما يوفر شبكة بيانات خاصة. بالإضافة إلى ذلك، يوجد اتصال إيثرنت بسرعة 1 جيجابت مخصص للإدارة.

### مدير الموارد الموحد
يتيح zEnterprise Unified Resource Manager (zManager) إمكانية تحويل منصات zBX المدعومة إلى نظام واحد للإدارة. كما يسمح أيضًا بإعطاء الأولوية لأحمال العمل المحددة في النظام. يمكن لمدير الموارد مراقبة المنصات المختلفة بحثًا عن علامات الاختناقات أو الأخطاء وتعديل النظام الإجمالي للتعافي، مع الحفاظ على مستوى محدد لجودة الخدمة يتيح zEnterprise Unified Resource Manager (zManager) إمكانية إدارة منصات zBX المدعومة كوحدة منطقية واحدة. كما يسمح أيضًا بتحديد أولويات أعباء العمل المختلفة داخل النظام. ويستطيع مدير الموارد مراقبة أداء المنصات المتعددة للكشف عن أي اختناقات أو أعطال، وإجراء تعديلات على النظام بشكل شامل لتحقيق التعافي الذاتي والحفاظ على مستوى محدد من جودة الخدمة (QoS). .

### التبريد السائل
يدعم كل من جهازي '''زد إي سي 12''' (zEC12) و'''زد 196''' (z196) نظام تبريد سائل خارجي. ويتوفر للعملاء خيار شراء الحاسوب المركزي الخاص بهم مزودًا بمبادل حراري مبرد بالماء.

### توصيف البولي يوريثان
تتوفر كل وحدة معالجة (PU) يتم اقتناؤها بواحدة من عدة أنواع متميزة:
- CP : المعالج المركزي؛ المعالجات القياسية. للاستخدام مع أي نظام تشغيل وتطبيقات مستخدم مدعومة.
- IFL : مرفق متكامل لنظام Linux ؛ يتم استغلاله بواسطة Linux ومعالجة z/VM لدعم Linux. ليس من الممكن تشغيل أنظمة تشغيل IPL بخلاف z/VM أو Linux على IFL.
- zAAP : معالج مساعدة التطبيقات ؛ يتم استغلاله في z/OS لأحمال العمل المحددة، والتي تتضمن وظائف IBM JVM وXML System Services.
- zIIP : معالج معلومات متكامل ؛ يتم استغلاله في z/OS لأحمال العمل المحددة، والتي تتضمن خدمات نظام XML المختلفة، وتفريغ IPSec، وأجزاء معينة من IBM DB2 DRDA، ومخطط النجمة، وIBM HiperSockets للرسائل الكبيرة، وهندسة IBM GBS القابلة للتطوير لإعداد التقارير المالية.
- ICF : مرفق الاقتران الداخلي ؛ يستخدم لتجميع z/OS، ويعمل حصريًا باستخدام كود التحكم في مرفق الاقتران (CFCC).
- SAP : معالج مساعد النظام ؛ يقوم بتحميل وإدارة عمليات الإدخال/الإخراج.
- IFP : معالج البرامج الثابتة المتكامل؛ مخصص لإدارة الجيل الجديد من محولات PCIe في zEC12 وzBC12.
- قطع الغيار : مخصصة حصريًا لتوفير إمكانية التعافي من الفشل في حالة فشل المعالج (CP، IFL، zAAP، zIIP، ICF، SAP أو IFP).

من الممكن أيضًا تشغيل أعباء العمل المؤهلة لوحدات معالجة تطبيقات زيه (zAAP) على وحدات معالجة معلومات زيه المتكاملة (zIIPs) في حال عدم تفعيل أي وحدات zAAP. ولا تفرض شركة آي بي إم أي رسوم برمجية على العمليات التي تُرسل إلى معالجات zAAP وzIIP.

إن إضافة وحدات IFLs، أو zAAPs، أو zIIPs، أو ICFs، أو SAPs، أو IFPs لا تُعدل إعداد سعة النظام أو تصنيفه بوحدة MSU (مليون تعليمات في الثانية)، بل وحدات المعالجة المركزية (CPs) هي المسؤولة عن ذلك.
| سبقه                 | IBM Z \| IBM eServer zSeries \| IBM eServer zSeries \| IBM System z9 2005/2006 \| IBM System z10 2008 \| IBM zEnterprise \| IBM zEnterprise \| IBM z13 2015/2016 \| IBM z14 2017/2018 \| IBM z15 2019/2020 \| \| z800, z900 2000/2002 \| z890, z990 2003/2004 \| IBM System z9 2005/2006 \| IBM System z10 2008 \| z114, z196 2010/2011 \| zBC12, zEC12 2012/2013 \| IBM z13 2015/2016 \| IBM z14 2017/2018 \| IBM z15 2019/2020 \| |                         |                     |                      |                        |                   |                   |                   |
| IBM eServer zSeries  | IBM eServer zSeries | IBM System z9 2005/2006 | IBM System z10 2008 | IBM zEnterprise      | IBM zEnterprise        | IBM z13 2015/2016 | IBM z14 2017/2018 | IBM z15 2019/2020 |
| z800, z900 2000/2002 | z890, z990 2003/2004 | IBM System z9 2005/2006 | IBM System z10 2008 | z114, z196 2010/2011 | zBC12, zEC12 2012/2013 | IBM z13 2015/2016 | IBM z14 2017/2018 | IBM z15 2019/2020 |

## روابط خارجية
| سبقه                 | IBM Z \| IBM eServer zSeries \| IBM eServer zSeries \| IBM System z9 2005/2006 \| IBM System z10 2008 \| IBM zEnterprise \| IBM zEnterprise \| IBM z13 2015/2016 \| IBM z14 2017/2018 \| IBM z15 2019/2020 \| \| z800, z900 2000/2002 \| z890, z990 2003/2004 \| IBM System z9 2005/2006 \| IBM System z10 2008 \| z114, z196 2010/2011 \| zBC12, zEC12 2012/2013 \| IBM z13 2015/2016 \| IBM z14 2017/2018 \| IBM z15 2019/2020 \| |                         |                     |                      |                        |                   |                   |                   |
| IBM eServer zSeries  | IBM eServer zSeries | IBM System z9 2005/2006 | IBM System z10 2008 | IBM zEnterprise      | IBM zEnterprise        | IBM z13 2015/2016 | IBM z14 2017/2018 | IBM z15 2019/2020 |
| z800, z900 2000/2002 | z890, z990 2003/2004 | IBM System z9 2005/2006 | IBM System z10 2008 | z114, z196 2010/2011 | zBC12, zEC12 2012/2013 | IBM z13 2015/2016 | IBM z14 2017/2018 | IBM z15 2019/2020 |

- الصفحة الرئيسية لأنظمة IBM Z
- تاريخ دورة حياة الحاسوب المركزي لشركة IBM
- أرشيفات IBM: تاريخ موجز لأجهزة IBM ES/9000 وSystem/390 وzSeries